# Портрет Андрея Саввича Глебова
«Портрет Андрея Саввича Глебова» — картина Джорджа Доу и его мастерской из Военной галереи Зимнего дворца.
Картина представляет собой погрудный портрет генерал-майора Андрея Саввича Глебова из состава Военной галереи Зимнего дворца.
С начала Отечественной войны 1812 года полковник Глебов командовал 6-м егерским полком, в Бородинском сражении был ранен и за отличие произведён в генерал-майоры, далее он отличился в сражениях при Малоярославце и Красном. В Заграничных походах 1813—1814 годов отличился в Битве народов под Лейпцигом, при осаде Гамбурга вновь был ранен.
Изображён в генеральском мундире, введённом для пехотных генералов 7 мая 1817 года — Глебов этот мундир не носил, поскольку в 1816 году вышел в отставку и носил мундир старого образца. На шее кресты орденов Св. Георгия 3-го класса, Св. Анны 2-й степени и Св. Владимира 3-й степени; справа на груди серебряная медаль участника Отечественной войны 1812 года. С тыльной стороны картины надпись: Gleboff. Подпись на раме: А. С. Глѣбовъ, Генералъ Маiоръ.
7 августа 1820 года Комитетом Главного штаба по аттестации Глебов был включён в список «генералов, заслуживающих быть написанными в галерею» и 17 октября 1822 года император Александр I приказал написать его портрет. В Инспекторском департаменте Военного министерства имеется собственноручное письмо Глебова от 16 апреля 1823 года: «имею честь при сём представить мой портрет для снятия копии — и как я имею пожалованную золотую шпагу с надписью „За храбрость“, которая в портрете не означена, то прошу при снятии копии оную означить где следует, и потом препровождаемый портрет не оставьте возвратить по жительству моему ко мне Черниговской губернии и повета в заштатный город Березну». Аванс Доу был выплачен 31 июля 1823 года и 15 января 1828 года он получил оставшуюся часть гонорара. Готовый портрет был принят в Эрмитаж 21 января 1828 года. Поскольку предыдущая сдача готовых портретов в Эрмитаж состоялась 8 июля 1827 года, то галерейный портрет Глебова считается исполненным между этими датами. Местонахождение портрета-прототипа современным исследователям неизвестно.